# Spirit of Eden
Spirit of Eden è il quarto album in studio del gruppo musicale britannico Talk Talk, pubblicato nel 1988 dalla EMI. Album che segna l'affrancamento dal synth pop degli esordi, Spirit of Eden viene considerato l'album migliore del gruppo e l'anticipatore del post rock.

## Registrazione
Alla realizzazione del disco, che venne registrato in un anno e mezzo, hanno partecipato 17 musicisti con l'utilizzo di strumenti usati solitamente nella musica classica come oboe, clarinetto.
Nel marzo 1988 la band finì di registrare Spirit of Eden e inviò una demo dell'album alla EMI. Dopo aver ascoltato la cassetta, i rappresentanti della EMI dubitarono che potesse avere un successo commerciale. Alla richiesta di registrare nuovamente altro materiale, Hollis si rifiutò di farlo. Quando il master fu consegnato, tuttavia, l'etichetta ammise che l'album era stato completato in modo soddisfacente.

## Il disco
L'album, basato in gran parte su improvvisazioni e jam session, abbandona definitivamente il synth pop in voga degli anni ottanta per giungere a una musica sperimentale influenzata da rock progressivo, jazz e musica d'ambiente, anticipatrice di quello che successivamente sarà chiamato post rock.

## Accoglienza
| Recensione     | Giudizio |
| -------------- | -------- |
| AllMusic       |          |
| Piero Scaruffi |          |
| Pitchfork      | 10/10    |

Il disco, composto da brani decisamente sperimentali e lontani dalle sonorità precedenti e dai gusti musicali del periodo in cui uscì, ebbe scarso successo, anche per la mancanza di un singolo adatto ad un lancio radiofonico. I risultati commerciali, giudicati  inadeguati dalla EMI, la casa discografica con cui la band di Mark Hollis era sotto contratto all'epoca, creò le basi per il distacco tra le due parti, che non fu privo di attriti, portando anche ad uno strascico giudiziario.
Nel corso degli anni, Spirit of Eden e il successivo Laughing Stock divennero delle fonti di ispirazione per molti artisti, raccogliendo crescenti consensi. Tra gli altri, giudizi molto positivi sono stati espressi dal frontman degli Elbow Guy Garvey, da Robert Plant, Graham Coxon, Wild Beasts, The Maccabees.
Il disco è anche stato inserito in una serie di classifiche e volumi dedicati ai migliori album.

## Tracce
Nella versione europea dell'album le prime 3 tracce vengono presentate come un'unica traccia di 23 minuti e 11 secondi.
Testi di Mark Hollis, musiche di Mark Hollis e Tim Friese-Greene.
1. The Rainbow – 9:05
2. Eden – 6:37
3. Desire – 7:08
4. Inheritance – 5:16
5. I Believe in You – 6:24
6. Wealth – 6:35

Durata totale: 41:05

## Formazione

### Gruppo
- Mark Hollis: voce, organo, pianoforte, chitarra.
- Tim Friese-Greene: armonium, organo, pianoforte, chitarra.
- Lee Harris: batteria
- Paul Webb: basso

### Altri Musicisti
- Martin Ditcham: percussioni
- Robbie McIntosh: dobro, chitarra a 12 corde
- Mark Feltham: armonica a bocca
- Simon Edwards: basso messicano
- Danny Thompson: contrabbasso
- Henry Lowther: tromba
- Nigel Kennedy: violino
- Hugh Davies: shozyg
- Andrew Stowell: fagotto
- Michael Jeans: oboe
- Andrew Marriner: clarinetto
- Christopher Hooker: corno inglese
- Coro della Cattedrale di Chelmsford

## Classifiche
| Classifica (1988-2019) | Posizione massima |
| ---------------------- | ----------------- |
| Regno Unito            | 19                |
| Belgio (Fiandre)       | 77                |
| Belgio (Vallonia)      | 127               |
| Germania               | 16                |
| Paesi Bassi            | 5                 |
| Svizzera               | 12                |